# 阿布哈兹—叙利亚关系
阿布哈兹与叙利亚关系（俄语：Абхазско-сирийские отношения）指阿布哈兹共和国和阿拉伯叙利亚共和国之间的双边关系。敘利亞復興黨政權于2018年5月29日承认阿布哈兹政府，並宣布兩國將互相設立大使馆，建立外交关系。

## 复兴党时期
2008年，叙利亚時任总统巴沙尔·阿萨德表示叙利亚在阿布哈兹冲突中基本上同意俄羅斯的立场。2015年，阿布哈兹外交部长在莫斯科会见叙利亚驻俄罗斯大使里亚德·哈达德（Riad Haddad），随后表示，他的政府认为叙利亚将承认前格鲁吉亚共和国的自治共和国阿布哈兹独立为未来的主权国家。 2016年11月，阿布哈兹总统劳尔·朱姆科维奇·哈吉姆巴强调他的国家支持叙利亚的“打击国际恐怖主义的斗争”。 同时，他將叙利亚稱为“姐妹国家”。尽管如此，阿布哈兹支持叙利亚阿布哈兹公民重新迁移回阿布哈兹。在敘利亞內戰的前五年，约有500名叙利亚人移民到阿布哈兹。2016年12月，兩國自由式摔跤的国家队在蘇呼米举行了第一場比賽。 2017年8月，阿布哈兹向叙利亚提供人道主义援助。 同月，由阿布哈兹外交部长达斡尔·科韦率领的阿布哈兹代表团]前往大马士革并会见了叙利亚总理伊馬德·哈米斯。议会代表团讨论了加强两国议会关系的问题。同月，阿布哈兹的产品在大马士革国际博览会上展出。2017年11月，一名叙利亚代表团在阿布哈兹和阿布哈兹经济部长阿德古尔·阿尔津巴说，他正在准备叙利亚和阿布哈兹之间的自由贸易协定。
2017年12月，首次有报道稱叙利亚可能認可阿布哈兹的独立。2018年5月，阿薩德政權承认阿布哈兹，导致格鲁吉亚和美国對此均表谴责，其中格鲁吉亚因此与叙利亚斷交。

## 阿萨德政权覆灭後
2024年12月8日后，隨着绝大多数俄罗斯人离开叙利亚，阿布哈兹外交人员也于12月15日撤出叙利亚。2025年1月31日，格鲁吉亚反对党敦促叙利亚撤销对阿布哈兹和南奥塞梯的承认，阿萨德政权垮台后，叙利亚与阿布哈兹的关系状况目前尚不清楚。